# Roy Halladay
Roy Halladay (* 14. Mai 1977 in Denver, Colorado als Harry Leroy Halladay III; † 7. November 2017 im Golf von Mexiko) war ein US-amerikanischer Baseballspieler in der Major League Baseball (MLB) auf der Position des Pitchers. Halladay spielte mehr als ein Jahrzehnt für die Toronto Blue Jays. Zuletzt für die Philadelphia Phillies in der National League (NL). Am 29. Mai 2010 pitchte er das 20. Perfect Game in der Geschichte der MLB; dies stellt die bestmögliche Einzelleistung eines Pitchers dar.
Sein Spitzname „Doc“ bezieht sich auf den Revolverhelden Doc Holliday und stammt vom ehemaligen Blue-Jays-Kommentator Tom Cheek.
Halladay kam beim Absturz seines Kleinflugzeugs über dem Golf von Mexiko ums Leben. Roy Halladay wurde 40 Jahre alt.
2019 wurde er in die Baseball Hall of Fame aufgenommen.

## Karriere

### Toronto Blue Jays (1998–2009)
Im Jahr 1995 wurde Halladay in der ersten Runde (als 17. Spieler insgesamt) des MLB-Draft von den Toronto Blue Jays, einem Team der American League, gedraftet. Nachdem er einige Jahre in den Minor-Leagues verbracht hatte, wurde er spät im September 1998 in die Mannschaft aus Toronto berufen. Er debütierte am 20. September 1998. Bereits sein zweites Spiel konnte er dann auf eindrückliche Art und Weise gewinnen. Er pitchte ein Complete Game und ließ dabei nur einen einzigen Hit (im 9. Inning) zu.
1999, im ersten Jahr, das er komplett bei den Blue Jays verbrachte, erreichte Halladay ein hervorragendes Earned Run Average (ERA) von 3.92 und setzte sich damit eine hohe Messlatte.
Im folgenden Jahr konnte Halladay seine Leistungen nicht bestätigen und zu Beginn der 2001er-Saison wurde er ins Farmteam nach Dunedin geschickt, wo er seine Ballkontrolle verbessern sollte. Der Plan zeigte Wirkung. Nach knapp zwei Monaten wurde er wieder in höhere Ligen des Minor-League-Systems befördert und zur Saisonmitte kehrte er nach Toronto zurück, wo er 16 Mal von Beginn an auf dem Mound stand, dabei fünf Mal gewann, drei Mal verlor und einen ERA von 3.19 erreichte.
Den Durchbruch schaffte Halladay dann im Jahr 2002. Er pitchte 239 1/3 Innings, erreichte sensationelle 19 Siege, 168 Strikeouts und einen ERA von 2.93. Außerdem wurde er mit 25 Jahren bereits ins All-Star-Team 2002 berufen.
2003 durfte er abermals zum MLB All-Star Game reisen und dank erneut außergewöhnlichen Statistiken und überragenden Leistungen wurde ihm sogar der American League Cy Young Award verliehen. Außerdem konnte er 22 Spiele gewinnen, womit er zum ersten Mal in seiner Karriere die Schallmauer von 20 Siegen durchbrach.
In der folgenden Saison erfuhr seine Karriere dann aber einen kleinen Knick. Zwei Mal mussten ihn die Blue Jays aufgrund von Problemen mit der rechten Schulter auf die Verletztenliste setzen. So konnte er nur gerade 133 Innings pitchen und sein ERA stieg auf einen Wert von 4.20. Bis zum heutigen Tag hatte er nie mehr eine Saison mit einem ERA von über 4.
2005 kehrte Halladay erfolgreich zurück. Mit 12 Siegen und einem ERA von 2.41 bewies er, dass er zu einem der besten Pitcher der American League gereift war. Somit wurde er auch wieder zum All-Star Game eingeladen, konnte aber aufgrund eines Beinbruches, den er sich am 8. Juli in einem Spiel gegen die Texas Rangers zugezogen hatte, nicht daran teilnehmen. Auch den Rest der Saison mit den Blue Jays verpasste er.
Im März 2006 verlängerte Halladay seinen Vertrag in Toronto um drei Jahre, in denen er 40 Millionen US-Dollar verdienen würde.
Während der Saison zeigte er, dass er sein Geld auf jeden Fall wert war. Mit 16 Siegen schloss er das Jahr unter den besten Pitchern der MLB ab und er wurde zum vierten Mal ins All-Star Team berufen.
Das Jahr 2007 begann er mit 4 Siegen in Folge äußerst erfolgreich. Nach zwei schwachen Starts im Mai und einer Blinddarm-Operation kehrte er am 31. Mai in alter Form auf den Mound zurück und feierte dabei seinen 100. Sieg in der MLB. Insgesamt gewann er erneut 16 Spiele.
Aufgrund von schwachen Offensiv-Leistungen der Blue Jays brauchte Halladay 2008 eine gewisse Zeit, um in die Gänge zu kommen. Er erreichte aber dann doch noch hervorragende 20 Siege und knackte somit zum zweiten Mal in seiner Karriere die 20-Siege-Marke. Sein ERA war mit einem Wert von 2.78 der zweitbeste in der Major League. Nur Cliff Lee erreichte einen stärkeren Wert (2.54).
Halladay knüpfte 2009 dann nahtlos an seine Leistungen aus dem Vorjahr an. Er führte einen vom Verletzungspech heimgesuchten Pitching-Staff an und gewann dabei 17 Spiele. Seinen Karrierehöhepunkt erlebte er am 14. Juli 2009, als er zum ersten Mal das All-Star-Game beginnen durfte. Er pitchte zwei Innings und ließ dabei drei Runs zu.
Trotz all diesen persönlichen Erfolgen konnte Halladay kein Playoff-Spiel für die Blue Jays bestreiten, da jeweils andere Teams in der anspruchsvollen East-Division (New York Yankees, Boston Red Sox, zuletzt Tampa Bay Rays) Toronto den Rang abliefen. Am Ende der Saison bestätigte er existierende Gerüchte, dass er eine neue Herausforderung suchen und seinen Vertrag in Toronto nicht verlängern werde. Entsprechend reagierten die Blue Jays und verkauften ihn an die Philadelphia Phillies. Im Rahmen dieses Wechsels erhielten die Blue Jays drei Spieler (Kyle Drabek, Travis d’Arnaud und Brett Wallace) für ihren Star-Pitcher.
In 12 Jahren für die Blue Jays gewann Halladay 148 und verlor 76 Spiele. Er erreichte einen ERA-Wert von 3.40 und 1495 Strikeouts.
Ihm zu Ehren vergeben die Blue Jays seine Nummer 32 seit der Saison 2018 nicht mehr.

### Philadelphia Phillies (2010–2013)
Am 16. Dezember 2009 verlängerte Halladay seinen Vertrag mit den Phillies um drei Jahre, in denen er 60 Millionen US-Dollar verdienen würde.
Sein Debüt für die Phillies gab Halladay im ersten Spiel der Saison 2010 gegen die Washington Nationals. Beim 1:0-Sieg über die Florida Marlins am 29. Mai 2010 schaffte er seinen ersten No-Hitter und zugleich ein Perfect Game, das heißt kein gegnerischer Spieler erreichte während des Spiels eine Base. Dies gelang zuvor erst 19 anderen Spielern in über 130 Jahren Geschichte der MLB.
Auch in seinem Playoff-Debüt schaffte Halladay etwas Außergewöhnliches. Er ist erst der zweite Spieler, der in der Postseason einen No-Hitter erzielen konnte. Beim 4:0 seiner Phillies am 6. Oktober 2010 in Spiel 1 der National League Division Series gegen die Cincinnati Reds schaffte er nach Don Larsen (New York Yankees 1956) zum zweiten Mal dieses Kunststück. Für seine außergewöhnlichen Leistungen in der Saison 2010 erhielt er den Cy Young Award der National League. Halladay ist erst der fünfte Pitcher, der Cy Young Awards in der AL und der NL gewinnen konnte.